# Markus Herz
Markus Herz, anche Marcus Herz (in tedesco [hɛɐ̯ts]; Berlino, 17 gennaio 1747 – Berlino, 19 gennaio 1803), è stato un medico e filosofo tedesco-ebreo.

## Biografia
Nato a Berlino da genitori molto poveri, Herz era destinato a una carriera mercantile, successivamente nel 1762 si trasferì a Königsberg, Prussia orientale; rinunciò molto presto alla sua posizione di impiegato e frequentò l'Università di Königsberg, diventando allievo e corrispondente di Kant, ma fu costretto a cessare i suoi studi per mancanza di mezzi. Fu assunto come segretario del russo Efraim, che viaggiava con lui attraverso le Province del Baltico. Il 21 agosto 1770 ebbe il ruolo di rispondente quando Kant discusse la sua dissertazione inaugurale per il ruolo di professore ordinario presso l'Università di Königsberg. Nel 1770 ritornò in Germania e studiò medicina a Halle, dove si laureò nel 1774, anno in cui si stabilì a Berlino e in cui diventò medico presso l'ospedale ebraico. A partire dal 1777, tenne lezioni pubbliche sulla medicina e la filosofia, avendo come ascoltatori personaggi di grande notorietà.
Herz sposò nel 1779 Henriette de Lemos; la loro casa spesso era frequentata dalle celebrità politiche, artistiche e letterarie di Berlino. Nel 1782 si ammalò durante i suoi studi e fu costretto a rinunciare a tenere le sue lezioni fino al 1785, quando andò a Pyrmont e si ristabilì. Nel 1791 ricevette il titolo di professore di filosofia, ma tenne lezioni solo per pochi anni, perché dedicò gran parte del suo tempo alla pratica medica.
Herz era un amico e allievo di Moses Mendelssohn.

## Opere
- Betrachtungen aus der Spekulativen Weltweisheit, Königsberg, 1771;
- Freimüthige Kaffeegespräche Zweier Jüdischer Zuschauerinnen über den Juden Pinkus, Berlin, 1772, a satirical essay;
- Versuch über die Ursachen der Verschiedenheit des Geschmacks (or Versuch über den Geschmack), Mitau, 1776;
- Briefe an Aerzte, Berlin, 1777–84;
- Grundriss der Medizinischen Wissenschaften, ib. 1782;
- Versuch über den Schwindel, ib. 1786, 2d ed. 1791;
- Grundlage zu den Vorlesungen über die Experimental-Physik, ib. 1787;
- Ein Sendschreiben an die Redaktion der Meassefim über das zu Frühe Beerdigen der Todten bei den Juden, ib. 1789.